# Ogiri
Ogiri es una especie de pasta elaborada con diversas semillas oleaginosas habituales en las cocinas africanas occidentales. Este tipo de pasta se emplea en la elaboración de sopas.

## Características
Una de las versiones más populares de Ogiri se elabora de la fermentación de semillas (pepitas) de melón (citrullus vulgaris). Las semillas se suelen hervir hasta perder su consistencia. La fermentación de la sopa restante se deja durante cinco días.